# Диуретик сличан тиазиду
Диуретик сличан тиазиди је сулфонамидни диуретик који има слична  физиолошка својства са тиазидним диуретицима, мада нема хемијске особине тиазиди , јер не садржи бензотиадиазинску молекулску структуру.
Пример лека из ове групе је метолазон.
Неки лекови, попут индапамида се сматрају диуретицима који су слични тиазиди, мада немају исти механизам дејства.